# Rourea prancei
Rourea prancei är en tvåhjärtbladig växtart som beskrevs av E. Forero. Rourea prancei ingår i släktet Rourea och familjen Connaraceae. Inga underarter finns listade i Catalogue of Life.